# 国際連合安全保障理事会決議49
国際連合安全保障理事会決議49（こくさいれんごうあんぜんほしょうりじかいけつぎ49、英: United Nations Security Council Resolution 49, UNSCR49）は、1948年5月22日に国際連合安全保障理事会で採択された決議。パレスチナ情勢に関して一帯での停戦を求めるものである。

## 概要
同決議では、パレスチナに関するこれまでの安全保障理事会の決議が遵守されておらず、パレスチナでは依然として軍事行動が行われていることを考慮し、すべての政府および当局に対し、パレスチナでのこれ以上の敵対的な軍事行動を控えること、そのために自国の軍および準軍に対し、ニューヨーク現地時間（EST）の1948年5月24日正午に発効する停戦命令を出すことを求めた。同決議はさらに、国際連合安全保障理事会決議48で設置された国際連合休戦監視機構（United Nations Truce Supervision Organization、UNTSO）に対し、関係国が同決議を遵守しているかどうかを理事会に報告するよう命じた。パレスチナでの停戦を要請する国際連合安全保障理事会決議は国際連合安全保障理事会決議43、国際連合安全保障理事会決議46に続いて3つ目であり、この直後の国際連合安全保障理事会決議50も同じ停戦の要請についてのものである。
決議に際しては、シリア、ウクライナ・ソビエト社会主義共和国 、ソビエト連邦の3国が棄権したが、賛成8票で承認された。

## 詳細
以下はその和訳。
安全保障理事会は、
パレスチナに関するこれまでの安全保障理事会の決議が遵守されておらず、パレスチナで軍事行動が行われていることを考慮し、

1. すべての政府および当局に対し、関係当事者の権利、主張、立場を損なうことなく、パレスチナにおけるいかなる敵対的な軍事行動も行わないこと、およびそのために、ニューヨーク標準時の1948年5月22日午前0時から36時間以内に発効するよう、自国の軍および準軍に停戦命令を出すことを呼びかける。
2. 休戦委員会およびすべての関係者に対し、エルサレム市における休戦の交渉と維持に最優先で取り組むよう求める。
3. 安全保障理事会が1948年4月23日の決議第48号によって設置した休戦委員会に対し、本決議の前2項の遵守状況を安保理に報告するよう指示する。
4. すべての関係者に対し、1948年5月14日の総会決議186（S-2）に基づいて任命された国際連合調停人の任務を、あらゆる手段を用いて促進するよう求める。